# Cuspivolva draperi
Cuspivolva draperi là một loài ốc biển, là động vật thân mềm chân bụng sống ở biển trong họ Ovulidae.